# Cessalto
Cessalto là một đô thị (comune) thuộc tỉnh Treviso, vùng Veneto, Ý.